# Monedas de euro de Hungría
El euro (EUR o €) es la moneda común para las naciones que pertenecen a la eurozona. Las monedas de euro tienen dos lados diferentes, un lado común (anverso) para todos los países, el cual indica el valor de la moneda y un lado nacional (reverso) con el diseño escogido por cada uno de los países.
Hungría, tras su incorporación a la Unión Europea, está obligada a adoptar el euro, aunque todavía no se ha establecido una fecha oficial para ello.

## Diseño
Las monedas de euro de Hungría todavía no se han diseñado.